# Эскадренные миноносцы типов G и H
Эскадренные миноносцы типов G и H — типы эскадренных миноносцев, состоявшие на вооружении Королевских ВМС Великобритании в 1930-е годы и в период Второй мировой войны. Седьмая и восьмая серии британских межвоенных серийных эсминцев (т. н. «стандартные» эсминцы). 6 кораблей типа H с незначительными изменениями исходного проекта были заказаны ВМС Бразилии, но с началом войны выкуплены британским правительством и включены в состав флота Великобритании. В качестве лидеров флотилий построены эсминцы Grenville и Hardy, отличавшиеся усиленным артиллерийским вооружением и увеличенными размерами. На основе типа G разработано и построено 7 эсминцев для ВМС Аргентины (тип Buenos-Aires) и 2 эсминца для ВМС Греции (тип Βασιλεύς Γεώργιος).

## История создания и особенности конструкции
Эскадренные миноносцы типов G и H стали логическим продолжением линии развития британских «стандартных» эсминцев межвоенного периода. По сравнению с предшественниками, эсминцами типов E и F, новые корабли несколько уменьшились в размерах, что стало возможным благодаря отказу от турбин крейсерского хода. Отказ от турбин крейсерского хода повлёк за собой уменьшение проектной дальности на ходу 15 узлов с 6000 до 5500 миль. Общая мощность энергетической установки снизилась с 36 до 34 тысяч л. с. при неизменной скорости. Внешне эсминцы типа G, строившиеся по программе 1933 года, отличались от своих предшественников типа Е наличием треногих мачт. Лондонский договор внёс ограничение на общий тоннаж эсминцев, таким образом чем они были меньше, тем больше их можно было построить.

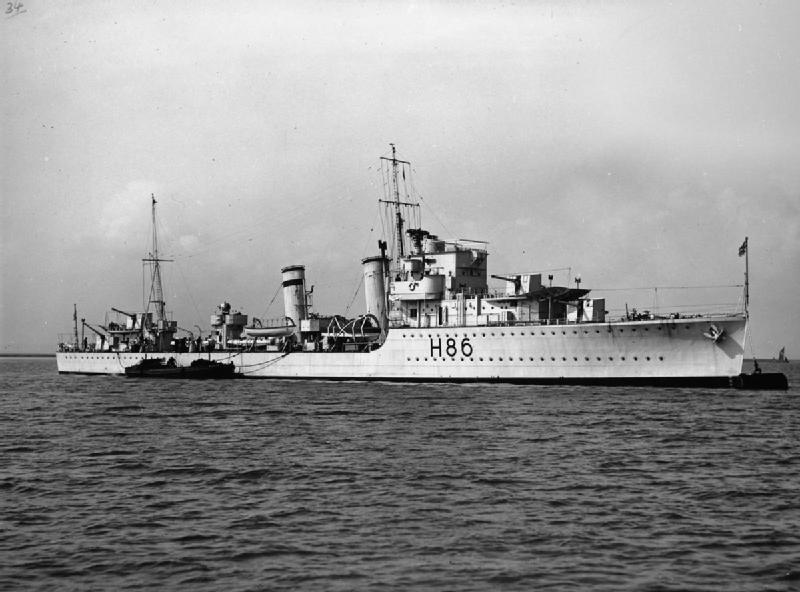
Эсминец HMS Grenade типа G

Корабли программы 1934 года (тип Н) не отличались от типа G за исключением перехода на артустановки Mk.XVII с естественной балансировкой 120-мм орудия. Большее пространство для отката при максимальном угле возвышения позволило отказаться от кольцевых колодцев, применявшихся на типах E и F. Hereward и Hero получили новые мостики со скошенной лобовой частью — характерной чертой всех последующих британских эсминцев вплоть до типа Battle.
Корпуса кораблей имели десятью водонепроницаемых поперечных переборок, отсутствовали двойное дно и продольные водонепроницаемые переборки. Это позволяло иметь машинные и котельные отделения увеличенных размеров, в которых было значительно легче разместить установки повышенной мощности, и при этом не возникали какие-либо конструктивные затруднения в обслуживании.

### Эсминцы типа H для ВМС Бразилии

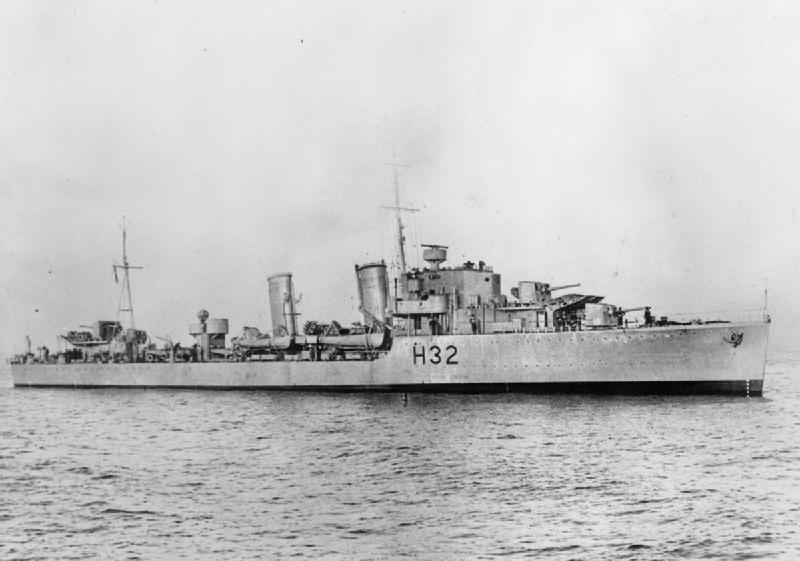
Эскадренный миноносец HMS Havant (бывш. бразильск. «Javary»). На крыше носовой надстройки совмещённый дальномер-директор (?)

В 1938 году ВМС Бразилии заказали шесть эсминцев британского типа H. Они получили названия Japurá, Juruá, Javary, Jutaí, Juruena и Jaguaribe. Спущенные на воду незадолго до начала войны, в сентябре 1939, они были перекуплены правительством Великобритании и включены в состав Королевского флота. В целом они повторяли технические характеристики типа H, но имели ряд некоторых особенностей. К их числу относится иная система управления огнём главного калибра (система управления огнём не в британской (футовой), а в метрической системе измерения) — директор и дальномер были совмещены, а также «экспортный» вариант торпедного вооружения — торпеды «Whitehead». Кормовое 120-мм орудие и тральное оборудование было снято с целью усилить средства ПЛО. Корабли вводились в строй в условиях большой спешки. Лишь два последних корабля вошли в строй полностью укомплектованными, часть эсминцев оставались без торпедных аппаратов, часть вступила в строй с недоукомплектованной системой управлением огнём.
Не опробованная экспортная техника часто доставляла неудобства при эксплуатации не привыкшим к ней британским морякам. Ниже приводятся впечатления коммандера Дональда Макинтайра, назначенного командиром эсминца Hearty, переименованного впоследствии в Hesperus:
Практика показала, однако, что из-за поспешного окончания постройки корабля стальные листы верхней палубы не были должным образом зачеканены, в результате чего на всех находившихся на нижней палубе непрерывно лила вода. Наш гирокомпас не принадлежал к уже испытанным гирокомпасам Сперри, установленным почти на всех военных кораблях, и предназначался для тихоходных торговых судов. Монтаж системы управления артиллерийским огнём не был закончен, не успели установить и прицела центральной наводки. Шкалы приборов и орудийные прицелы были отградуированы вместо градусной по какой-то десятичной системе, которую мы так и не смогли понять. В связи с этим наводка орудий на цель могла осуществляться лишь допотопными методами — указаниями рукой или фуражкой.
Что касается торпед (их было восемь), то они, как и артиллерийские системы, принадлежали к распространённому типу и свободно продавались по коммерческим ценам. Для моих же торпедистов, привыкших к торпедам, которые выпускались Адмиралтейством, они были чем-то вроде закрытой книги. Откровенно говоря, мы и не прикасались к ним, так как в их боевые зарядные отделения не входило предохранительное устройство, предназначенное для предотвращения их взрыва при ударе бомбой или осколком в случае атаки корабля с воздуха. Наши опасения не были напрасны. Как мы узнали позже, во время боевых действий в норвежских водах польский эскадренный миноносец, вооружённый подобными торпедами, развалился от взрыва на две части в результате попадания бомбы в его торпедный аппарат.

Всё это вместе взятое раздражало нас. Радовала лишь новейшая гидроакустическая аппаратура, а также машинная установка, которая мчала нас 30-узловым ходом, при этом корпус корабля вибрировал очень незначительно.

### Эсминцы типа «Василевс Георгиос»
Проект эсминцев типа «Василевс Георгиос» был разработан на основе эсминцев типа H с использованием артиллерийского вооружения и система управления огнем немецкого производства (с 4 дальномерами). В качестве главного калибра были установлены 4 германских 127-мм орудия SK C/34. Для борьбы с самолётами были предусмотрены 4 37-мм зенитки C/30 и 2х4 12,7-мм пулемёта.

## Вооружение

### Артиллерия главного калибра
Артиллерия главного калибра состояла из четырёх 120-мм орудий Mark IX с длиной ствола 45 калибров на установках CP XVIII. Максимальный угол возвышения 40°, снижения 10°. Масса снаряда 22,7 кг, начальная скорость 807 м/с, дальность при максимальном угле возвышения: 15 520 м. Орудия обладали скорострельностью 10 — 12 выстрелов в минуту. Боезапас включал в себя 200 выстрелов на ствол.

### Зенитное вооружение
Зенитное вооружение первоначально составляли пара счетверённых 12,7-мм пулемёта Vickers .50. Боезапас включал в себя 10 000 патронов на установку.

### Торпедное вооружение
Торпедное вооружение включало в себя два 533-мм четырёхтрубных торпедных аппарата Q.R.Mk.VIII. Торпеды Mk.IX состоявшие на вооружении с 1930 года имели дальность 10 500 ярдов (9600 м) ходом 36 узлов и 13 500 ярдов (12 360 м) ходом 30 узлов. Боеголовка первоначально содержала 750 фунтов (340 кг) тринитротолуола. Бывшие бразильские были вооружены торпедами Mark X* с 300 кг тринитротолуоловой боеголовкой и режимами хода: 3000 м на 47 узлах, 5000 м на 43 узлах, 8000 м на 36 узлах, 12 000 м на 29 узлах. HMS Glowworm нёс два пятитрубных торпедных аппарата PR.Mk.I и десять торпед Mk.IX*.

## Энергетическая установка

### Главная энергетическая установка
Главная энергетическая установка включала в себя три трёхколлекторных Адмиралтейских котла с пароперегревателями и два одноступенчатых редуктора, две двухкорпусных паровых турбины Парсонса. Две турбины (высокого и низкого давления) и редуктор составляли турбозубчатый агрегат. Размещение ГЭУ — линейное. Котлы размещались в изолированных отсеках, турбины — в общем машинном отделении, при этом были отделены от турбин водонепроницаемой переборкой.
Рабочее давление пара — 21,2 кгс/см² (20,5 атм.), температура — 327 °C(620 °F).

### Дальность плавания и скорость хода
Проектная мощность составляла 34 000 л. с. (27 000 кВт), что должно было обеспечить скорость хода (при полной нагрузке) в 31,5 узла, максимальная скорость при стандартном водоизмещении должна была составить 35,5 узлов.
Крейсерские турбины больше не устанавливались, поскольку считали, что они себя не окупят: во время войны придётся поддерживать скорость, превышающую 15 узлов, а мирное время продлится не долго.
Запас топлива хранился в топливных танках, вмещавших 457—483 (450—475 длинных тонн) тонн мазута, что обеспечивало дальность плавания 5500 миль 15-узловым ходом или 2950 миль 20-узловым.
На испытаниях HMS Hero развил ход 35,01 узла при мощности 33 909 л. с. (347,4 об/мин) и водоизмещении 1490 дл. тонн.
Уменьшение мощности привело к тому, что кавитационная эрозия винта была меньше, чем у всех предыдущих типов.

Главный урок состоит в том, что очень сильная эрозия может быть вызвана изменением конструкции винта и что до сих пор обычный адмиралтейский винт, имеющий заднюю часть обычной оживальной секции и постоянный шаг, превосходит специальные, испытанные на HMS Garland и HMS Griffin, тип Europa на Comet, тип Seaglia на Crescent.

## Служба и модернизации

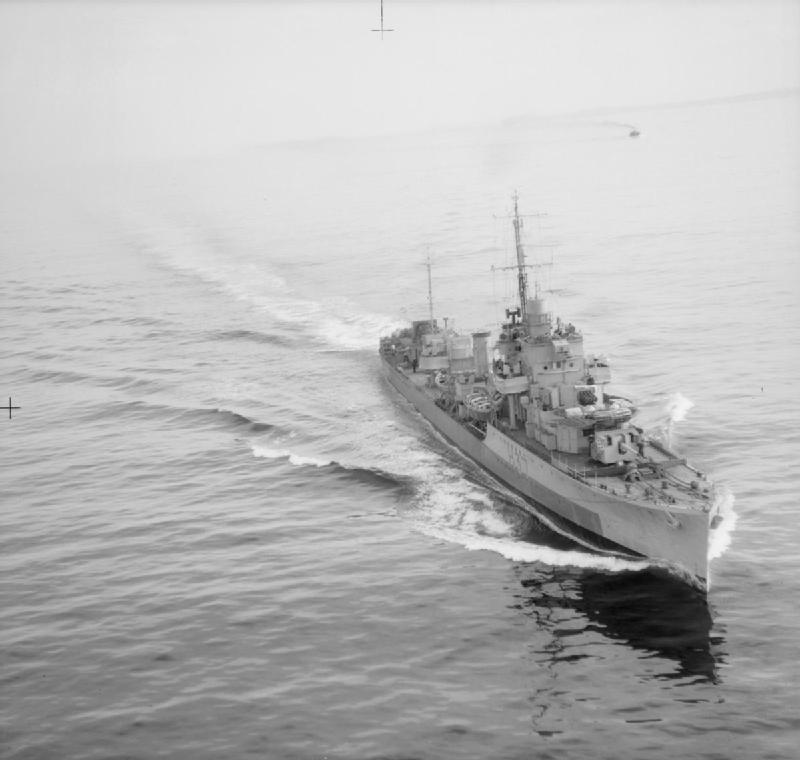
HMS Garland после модернизации

Оба лидера погибли, не успев пройти модернизаций. Эсминцы типа G погибшие в начале войны («Gipsy», «Glowworm», «Grafton», «Grenade») и «Hunter» модернизацию так же не проходили.
Первой военной модернизацией была удаление кормового торпедного аппарата и установка на это место 76-мм зенитного орудия. Для улучшения сектора обстрела грот-мачту срезали и уменьшили высоту второй дымовой трубы. В таком виде погибли «Greyhound» и «Gallant».
В строю к середине 1941 года из типа G остались два корабля. «Garland» был модернизирован так: в конце 1940 года с эсминца демонтировали 4-е орудие («Y»), для увеличения запаса глубинных бомб. На крыльях мостика установили 20-мм «Эрликоны». На топе фок-мачты появилась антенна радиолокационной станции 291. Вместо КДП была установлена антенна артиллерийского радара типа 285. Ещё два «Эрликона» установили вместо пулемётов. Вновь установили грот-мачту, а на ней антенну радиопеленгатора HF/DF. В 1944 году вместо 2-го орудия («В») был установлен бомбомёт «Хеджехог» и добавлено ещё два 20-мм автомата. Во время своей службы оставшиеся корабли типа H неоднократно подвергались изменениям в составе вооружения. В начале службы на Hereward опробовалась сдвоенная 120-мм артустановка Mk XII, планировавшаяся к установке на эсминцы типа Tribal. Один из торпедных аппаратов на многих эсминцах был заменён на 76-мм зенитное орудие. В конце службы оставшиеся корабли выполняли функции эскортных миноносцев с вооружением из 2-3 120-мм орудий, 6 20-мм зенитных автоматов, одного четырёхтрубного 533-мм торпедного аппарата, реактивного бомбомёта «Хеджехог» и 125 глубинных бомб.
Корабли всех типов приняли активное участие в морских операциях Второй мировой войны и понесли в её ходе очень высокие потери. В ходе войны было потеряно 17 кораблей типов G, H и H для ВМС Бразилии, включая лидеры флотилий Grenville и Hardy. Два эсминца были переданы КВМФ Канады, ещё один — польским ВМС.

## Влияние на иностранные кораблестроительные программы
Подрыв на мине с последующей потерей хода эскадренного миноносца Hunter 13 мая 1937 года стал причиной коренного пересмотра проекта советских эсминцев типа 7 («Гневный»). Причина, по которой корабль лишился возможности самостоятельно передвигаться, заключается в особенности расположения его машинно-котельной установки (т. н. «линейное расположение» — в передних отсеках котельные, в расположенных ближе к корме — турбинные агрегаты). На совещании Комитета Обороны проект был объявлен «вредительским» и переработан в сторону изменения размещения котлов и турбин: турбинные и котельные отделения размещались попарно.

## Список эсминцев типа G[11]

### Лидер флотилии
| Номер вымпела | Название      | Верфь-строитель           | Дата закладки    | Дата спуска на воду | Дата вступления в состав флота | Дата вывода из состава флота/гибели | Судьба                                             |
| ------------- | ------------- | ------------------------- | ---------------- | ------------------- | ------------------------------ | ----------------------------------- | -------------------------------------------------- |
| H03           | HMS Grenville | Yarrow, Скотстаун, Глазго | 29 сентября 1934 | 15 августа 1935     | 1 июля 1936                    | 19 января 1940                      | Подорвался на мине юго-восточнее Хариджа и затонул |

### Серийные корабли
| Номер вымпела | Название      | Верфь-строитель                                     | Дата закладки    | Дата спуска на воду | Дата вступления в состав флота | Дата вывода из состава флота/гибели | Судьба |
| ------------- | ------------- | --------------------------------------------------- | ---------------- | ------------------- | ------------------------------ | ----------------------------------- | --- |
| H59           | HMS Gallant   | Alexander Stephen and Sons, Линтхаус, Глазго        | 15 сентября 1934 | 26 сентября 1935    | 25 февраля 1936                | 5 апреля 1942                       | Не восстанавливался после тяжёлых повреждений от бомб в ходе ремонта на Мальте, использовался как блокшив                       |
| H37           | HMS Garland   | Fairfield Shipbuilding, Гован, Глазго               | 22 августа 1934  | 24 октября 1935     | 3 марта 1936                   | 1964                                | Передан ВМФ Польши, в 1947 году возвращён и передан КВМФ Нидерландов, в 1950 переименован в HNLMS Marnix, продан на слом в 1964 |
| H63           | HMS Gipsy     | Fairfield Shipbuilding, Гован, Глазго               | 5 сентября 1934  | 7 ноября 1935       | 22 февраля 1936                | 21 ноября 1939                      | Подорвался на мине в устье Темзы, выбросился на мель                                                                            |
| H92           | HMS Glowworm  | John I. Thornycroft & Company, Вулстон, Саутгемптон | 15 августа 1934  | 22 июля 1935        | 22 января 1936                 | 8 апреля 1940                       | Потоплен артогнём германского тяжёлого крейсера Admiral Hipper западнее Тронхейма                                               |
| H89           | HMS Grafton   | John I. Thornycroft & Company, Вулстон, Саутгемптон | 30 августа 1934  | 18 сентября 1935    | 20 марта 1936                  | 29 мая 1940                         | Торпедирован германской подводной лодкой U-62 у Дюнкерка, спустя два часа оставлен экипажем                                     |
| H86           | HMS Grenade   | Alexander Stephen and Sons, Линтхаус, Глазго        | 3 октября 1934   | 12 ноября 1935      | 28 марта 1936                  | 29 мая 1940                         | Тяжело поврежден германской авиацией у Дюнкерка, оставлен экипажем, через несколько часов взорвался                             |
| H05           | HMS Greyhound | Vickers-Armstrongs, Барроу-ин-Фёрнесс               | 20 сентября 1934 | 15 августа 1935     | 31 января 1936                 | 22 мая 1941                         | Потоплен германской авиацией у острова Крит                                                                                     |
| H31           | HMS Griffin   | Vickers-Armstrongs, Барроу-ин-Фёрнесс               | 20 сентября 1934 | 15 августа 1935     | 6 марта 1936                   | 1946                                | В 1943 передан КВМФ Канады, переименован в HMCS Ottawa, в 1946 продан на слом                                                   |

## Список эсминцев типа H[11]

### Лидер флотилии
| Номер вымпела | Название  | Верфь-строитель          | Дата закладки | Дата спуска на воду | Дата вступления в состав флота | Дата вывода из состава флота/гибели | Судьба                                                                                    |
| ------------- | --------- | ------------------------ | ------------- | ------------------- | ------------------------------ | ----------------------------------- | ----------------------------------------------------------------------------------------- |
| H87           | HMS Hardy | Cammell Laird, Биркенхед | 1935          | 7 апреля 1936       | декабрь 1936                   | 10 апреля 1940                      | Тяжело поврежден артиллерией германских эсминцев в битве при Нарвике, выбросился на берег |

### Серийные корабли
| Номер вымпела | Название     | Верфь-строитель                       | Дата закладки   | Дата спуска на воду | Дата вступления в состав флота | Дата вывода из состава флота/гибели | Судьба |
| ------------- | ------------ | ------------------------------------- | --------------- | ------------------- | ------------------------------ | ----------------------------------- | --- |
| H24           | HMS Hasty    | William Denny and Brothers, Дамбартон | апрель 1935     | 5 мая 1936          | 11 ноября 1936                 | 15 июня 1942                        | Торпедирован германским торпедным катером S-55, оставлен экипажем, добит эсминцем HMS Hotspur в 80 милях северо-западнее Дерны |
| H43           | HMS Havock   | William Denny and Brothers, Дамбартон | 15 мая 1935     | 7 июля 1936         | 18 января 1937                 | 5 апреля 1942                       | Выскочил на камни у Келибии, оставлен экипажем                                                                                 |
| H93           | HMS Hereward | Vickers-Armstrongs, Тайн              | 28 февраля 1935 | 10 марта 1936       | 9 декабря 1936                 | 29 мая 1941                         | Потоплен германской авиацией у восточного побережья острова Крит                                                               |
| H99           | HMS Hero     | Vickers-Armstrongs, Тайн              | 28 февраля 1935 | 10 марта 1936       | 23 октября 1936                | 1946                                | В 1943 передан КВМФ Канады, переименован в HMCS Chaudiere, в 1946 продан на слом                                               |
| H55           | HMS Hostile  | Scotts Shipbuilding, Гринок           | 27 февраля 1935 | 24 января 1936      | 10 сентября 1936               | 23 августа 1940                     | Тяжело поврежден при подрыве на итальянской мине в 18 милях юго-восточнее мыса Бон, оставлен экипажем, добит эсминцем HMS Hero |
| H01           | HMS Hotspur  | Scotts Shipbuilding, Гринок           | 27 февраля 1935 | 23 марта 1936       | 29 декабря 1936                | 1972                                | В 1948 передан ВМФ Доминиканской Республики, переименован в Trujillo, в 1962 году переименован в Duarte, продан на слом в 1972 |
| H35           | HMS Hunter   | Swan Hunter, Уоллсенд                 | 26 марта 1935   | 25 февраля 1936     | 20 сентября 1936               | 10 апреля 1940                      | Потоплен германскими эсминцами в битве при Нарвике                                                                             |
| H97           | HMS Hyperion | Swan Hunter, Уоллсенд                 | 26 марта 1935   | 8 апреля 1936       | 3 декабря 1936                 | 22 декабря 1940                     | Подорвался на итальянской мине северо-восточнее мыса Бон, оставлен экипажем и добит эсминцем HMS Ilex                          |

## Список эсминцев типа H для ВМС Бразилии[13]
| Номер вымпела | Название                              | Верфь-строитель               | Дата закладки    | Дата спуска на воду | Дата вступления в состав флота | Дата вывода из состава флота/гибели | Судьба |
| ------------- | ------------------------------------- | ----------------------------- | ---------------- | ------------------- | ------------------------------ | ----------------------------------- | --- |
| H19           | HMS Harvester (Журуа, Juruá)          | Vickers-Armstrongs, Барроу    | 3 июня 1938      | 29 сентября 1939    | май 1940                       | 11 марта 1943                       | Потерял ход в результате повреждения форштевня после тарана германской подводной лодки U-444, вскоре потоплен подводной лодкой U-432 в Северной Атлантике                                                                                   |
| H32           | HMS Havant (Жавари, Javary)           | J. Samuel White, Каус         | 30 марта 1938    | 17 июля 1939        | декабрь 1939                   | 1 июня 1940                         | Тяжело поврежден германской авиацией у Дюнкерка, оставлен экипажем, добит тральщиком HMS Saltash |
| H88           | HMS Havelock (Жутаи, Jutaí)           | J. Samuel White, Каус         | 31 мая 1938      | 16 октября 1939     | февраль 1940                   | 1946                                | Продан на слом |
| H57           | HMS Hesperus (Журуэна, Juruena)       | John I. Thornycroft & Company | 6 июля 1938      | 1 августа 1939      | январь 1940                    | 1946                                | Продан на слом |
| H44           | HMS Highlander (Жагуариби, Jaguaribe) | John I. Thornycroft & Company | 28 сентября 1938 | 16 октября 1939     | март 1940                      | 1947                                | Продан на слом |
| H06           | HMS Hurricane (Жапура, Japurá)        | Vickers-Armstrongs, Барроу    | 30 июня 1938     | 29 сентября 1939    | июнь 1940                      | 24 декабря 1943                     | С 7 на 8 мая 1941 потоплен германской авиацией в Ливерпуле; поднят, введен в строй; 24 декабря 1943 торпедирован подводной лодкой U-415 в районе Азорских островов, потерял ход, оставлен экипажем и 25 декабря добит эсминцем HMS Watchman |

## Список эсминцев типа «Василевс Георгиос»
| Номер вымпела | Название                 | Верфь-строитель | Дата закладки | Дата спуска на воду | Дата вступления в состав флота | Дата вывода из состава флота/гибели | Судьба |
| ------------- | ------------------------ | --------------- | ------------- | ------------------- | ------------------------------ | ----------------------------------- | --- |
|               | «Vassilefs Georgios»     | Yarrow          | февраль 1937  | 3 марта 1938        | 15 февраля 1939                | 8.5.1943                            | 20.4.1941 затоплен в Саламисе в плавучем доке; поднят немцами и 21.3.1942 введен в состав герм. флота как ZG-3 «Hermes»; погиб 8.5.1943. |
|               | «Vassilissa Olga»        | Yarrow          | февраль 1937  | 2 июня 1938         | 4 февраля 1939                 | 24 сентября 1943                    | Потоплен герм. пикирующими бомбардировщиками Ju-87 у о. Лерос.                                                                           |
|               | «Vassilefs Constantinos» |                 |               |                     |                                |                                     | Строительство отменено |
|               | «Vassilissa Sophia»      |                 |               |                     |                                |                                     | Строительство отменено |